# Vattnäs konsertlada

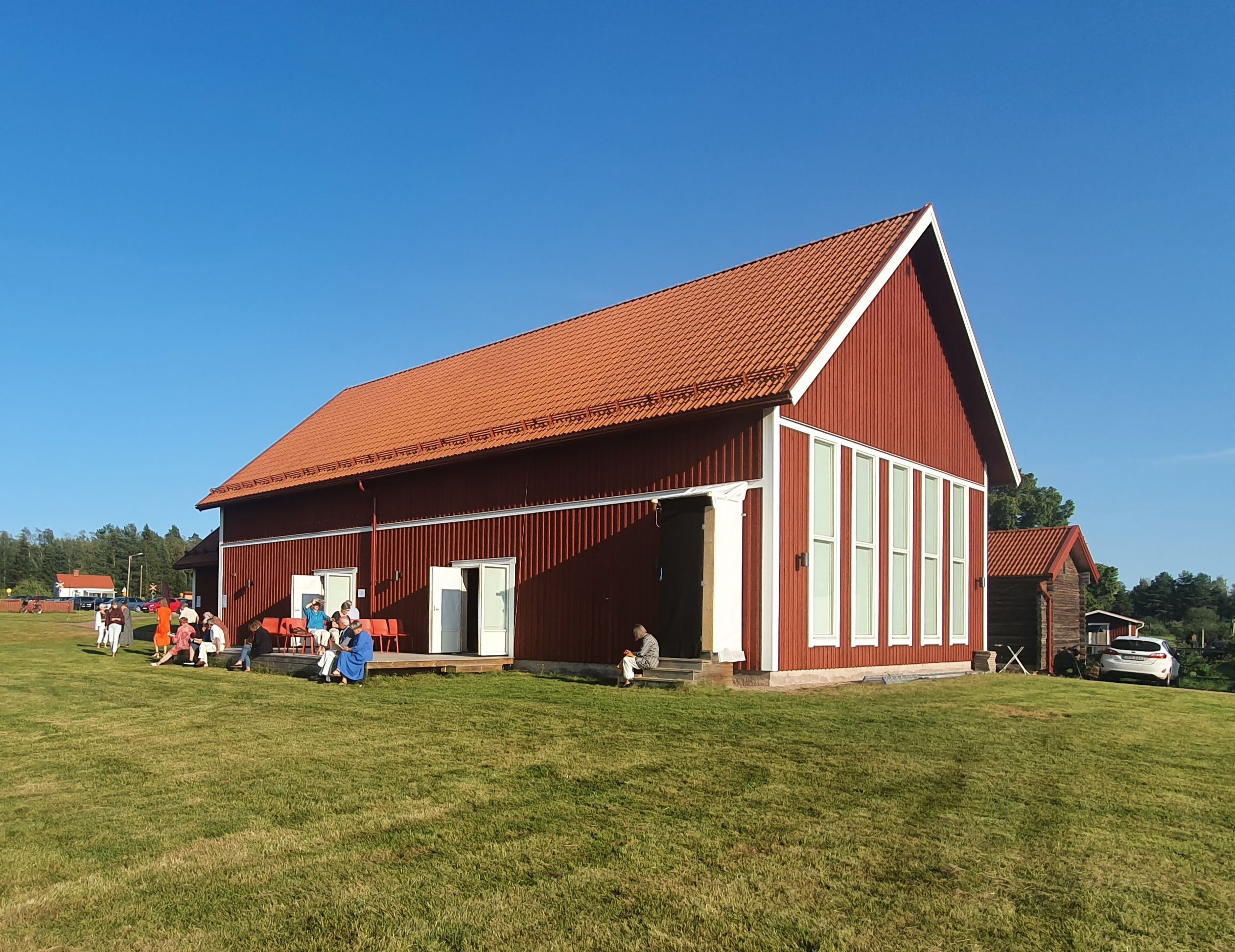
Vattnäs konsertlada utanför Mora

Vattnäs konsertlada är en konsertbyggnad i byn Vattnäs, några kilometer norr om Mora. Konsertladan uppfördes 2011 av operasångarna och äkta paret Anna Larsson och Göran Eliasson.